# Madison County (New York)
Madison County je okres (county) amerického státu New York založený v roce 1806 a vytvoření z okresu Chenango. Správním střediskem je sídlo Wampsville s 567 obyvateli v roce 2006.
Počet obyvatel: 70 197 (v roce 2006), 69 441 (v roce 2000)
Ženy: 50,8 % (v roce 2005)
Je jedním z 19 okresů tohoto jména v USA.

## Sousední okresy
- severovýchod – Oneida
- jihovýchod – Otsego
- jih – Chenango
- jihozápad – Cortland
- západ – Onondaga
- severozápad – Oswego